# كولق (سردشت)
کولق (بالفارسية: کولق) هي قرية تقع في إيران في قسم سردشت الريفي.